# Selenops willinki
Espèce
Selenops willinki est une espèce d'araignées aranéomorphes de la famille des Selenopidae.

## Distribution
Cette espèce est endémique de Trinité-et-Tobago,.

## Description
Le mâle décrit par Crews en 2011 mesure 7,78 mm et la femelle 8,53 mm.

## Publication originale
- Corronca, 1996 : Tres nuevas especies de Selenops Latreille, 1819 (Araneae: Selenopidae) en América del Sur. Neotropica, vol. 42, p. 91-96.